# Vivid (album d'Ailee)
Pour les articles homonymes, voir Vivid.
Albums de Ailee
Magazine
(2014)
Singles
1. Mind Your Own Business
Sortie : 30 septembre 2015
2. Insane
Sortie : 1er octobre 2015

Vivid est le premier album studio de la chanteuse américano-sud-coréenne Ailee. Il est sorti le 30 septembre 2015 sous YMC Entertainment.

## Liste des pistes
| No  | Titre                                     | Auteur                 | Producteur(s)                    | Durée |
| --- | ----------------------------------------- | ---------------------- | -------------------------------- | ----- |
| 1.  | Mind Your Own Business (너나 잘해)        | 이단옆차기, long candy | 이단옆차기, long candy, eastwest | 3:25  |
| 2.  | Insane                                    | 에일리                 | 에일리, 양갱                     | 3:29  |
| 3.  | I Love You, I Hate You (미워도 사랑해)    |                        |                                  | 3:50  |
| 4.  | Second Chance                             | Gabriella Ellis, Ailee | Ryosuke Imai                     | 3:17  |
| 5.  | Symphony (feat. Chancellor)               |                        |                                  | 3:16  |
| 6.  | Why Are People Like This (사람이 왜 그래) |                        |                                  | 3:44  |
| 7.  | Letting Go (feat. Amber Liu)              | Ailee, Amber           |                                  | 3:34  |
| 8.  | Love Recipe                               |                        |                                  | 3:25  |
| 9.  | Fill Your Glass (잔을 채우고)             | Lee Jong Hyun, Ailee   | Lee Jong Hyun, Park Eun-ooh (en) | 3:51  |
| 10. | One More Step (한걸음 더)                 |                        |                                  | 3:16  |

## Classement

### Weekly charts
| Classement (2015)           | Meilleure position |
| --------------------------- | ------------------ |
| Korean Albums (Gaon)        | 7                  |
| US World Albums (Billboard) | 6                  |

## Historique de sortie
| Pays         | Date              | Format                       | Label                                |
| ------------ | ----------------- | ---------------------------- | ------------------------------------ |
| Monde        | 30 septembre 2015 | Téléchargement numérique     | YMC Entertainment LOEN Entertainment |
| Corée du Sud | 30 septembre 2015 | CD, téléchargement numérique | YMC Entertainment LOEN Entertainment |